# Mohamed Daramy
Mohamed Daramy, né le 7 janvier 2002 à Hvidovre au Danemark, est un footballeur international danois qui évolue au poste d'ailier gauche au Stade de Reims.

## Biographie

### FC Copenhague
Né à Hvidovre au Danemark, Mohamed Daramy commence le football avec le club du Hvidovre IF. Il a l'occasion de rejoindre le Brøndby IF ou le FC Copenhague, et c'est avec cette dernière équipe qu'il poursuit sa formation. Alors qu'il n'est âgé que de 15 ans, Daramy est le meilleur buteur de l'équipe U17 du FC Copenhague, où il est surclassé. Il prolonge ensuite son contrat avec le club en date du 22 octobre 2017.
Le 27 septembre 2018, il joue son premier match en professionnel, en entrant en jeu à la place de Rasmus Falk, lors d'une victoire de son équipe par trois buts à zéro, face au Viby IF en Coupe du Danemark. Ce jour-là, il inscrit également son premier but en professionnel. En marquant ce but, il devient le plus jeune joueur de l'histoire du club à inscrire un but, alors qu'il est âgé de 16 ans et 263 jours. Quelque temps après, ses performances ne passant pas inaperçues, des rumeurs font alors état d'un intérêt de plusieurs clubs européens, dont le RB Leipzig. Daramy joue son premier match en Superligaen le 2 décembre 2018, en entrant en jeu lors d'une victoire de Copenhague contre l'AC Horsens (1-6). En mars 2019, il décide de rester au club malgré les rumeurs d'un départ. Le 31 mars de la même année, il inscrit son premier but en championnat, face à l'Esbjerg fB, donnant la victoire à son équipe en marquant le seul but de la partie, sur une passe décisive de Nicolai Boilesen. Il était titularisé ce jour-là sur l'aile droite de l'attaque, en l'absence de Robert Skov, blessé. Le 3 avril 2019, il signe son premier contrat professionnel, le liant au club jusqu'en décembre 2021. Daramy remporte son premier titre en étant sacré Champion du Danemark en 2018-2019.
Le 31 juillet 2019, Daramy joue son premier match de Ligue des Champions face à The New Saints FC. Il est titulaire ce jour-là, et son équipe s'impose par un but à zéro. Le 31 octobre 2019 il inscrit le premier doublé de sa carrière lors d'un match de Coupe du Danemark face au FC Nordsjælland, contribuant à la victoire de son équipe sur le score de quatre buts à un.

### Ajax Amsterdam
Le 28 août 2021, Mohamed Daramy s'engage en faveur de l'Ajax Amsterdam pour un contrat courant jusqu'en juin 2026,.
Daramy joue toutefois peu avec l'Ajax, l'entraîneur Erik ten Hag lui préférant l'expérimenté, et capitaine ajacide Dušan Tadić, qu'il fait rarement souffler.
Ten Hag parti à Manchester United, le nouveau coach de l'Ajax se nomme Alfred Schreuder et il compte évaluer Daramy durant les matchs amicaux de présaison. L'avenir de l'ailier danois s'assombrit toutefois durant l'été avec davantage de concurrence à son poste avec l'arrivée de Steven Bergwijn à l'Ajax. Daramy est alors annoncé partant du côté du Club Bruges KV.

### Retour au FC Copenhague
En manque de temps de jeu du côté de l'Ajax, Mohamed Daramy fait son retour au FC Copenhague le 3 août 2022 en étant prêté pour une saison. Le joueur souhaite notamment jouer le plus possible pour se donner une chance de faire partie du groupe de la sélection danoise pour la coupe du monde 2022,.

### Stade de Reims
Le 11 août 2023, Mohamed Daramy quitte définitivement l'Ajax Amsterdam afin de s'engager en faveur du Stade de Reims. Il signe un contrat de cinq ans, soit jusqu'en juin 2028.
Daramy se montre décisif dès son premier match pour Reims en marquant un but, le 20 août 2023, lors d'une rencontre de Ligue 1 face au Clermont Foot 63. Entré en jeu à la place de Keito Nakamura, il participe à la victoire de son équipe par deux buts à zéro.

### En sélection
Né et ayant vécu au Danemark mais possédant également la nationalité sierra-léonaise, Mohammed Daramy a choisi le Danemark comme nationalité sportive, obtenant officiellement la nationalité danoise en janvier 2020.
Daramy joue son premier match avec l'équipe du Danemark espoirs le 8 septembre 2020 contre l'Irlande du Nord. Il entre en jeu à la place de Rasmus Carstensen et son équipe s'impose par un but à zéro.
En août 2021, Mohamed Daramy est convoqué pour la première fois avec l'équipe nationale du Danemark par le sélectionneur Kasper Hjulmand. Daramy honore sa première sélection lors de ce rassemblement le 1er septembre 2021, contre l'Écosse. Il entre en jeu à la place d'Andreas Skov Olsen et son équipe s'impose par deux buts à zéro ce jour-là.

## Statistiques

### En club
| Saison                | Club                  | Championnat           | Championnat | Championnat | Championnat | Coupe(s) nationale(s) | Coupe(s) nationale(s) | Coupe(s) nationale(s) | Compétition(s) continentale(s) | Compétition(s) continentale(s) | Compétition(s) continentale(s) | Compétition(s) continentale(s) | Total | Total | Total |
| Saison                | Club                  | Division              | M.          | B.          | P.d.        | M.                    | B.                    | P.d.                  | Comp.                          | M.                             | B.                             | P.d.                           | M.    | B.    | P.d.  |
| 2018-2019             | FC Copenhague         | Superliga             | 11          | 1           | 0           | 1                     | 1                     | 0                     | C3                             | -                              | -                              | -                              | 12    | 2     | 0     |
| 2019-2020             | FC Copenhague         | Superliga             | 29          | 4           | 4           | 3                     | 2                     | 0                     | C1+C3                          | 1+8                            | 0+1                            | 0+0                            | 41    | 7     | 4     |
| 2020-2021             | FC Copenhague         | Superliga             | 28          | 5           | 2           | 1                     | 0                     | 0                     | C3                             | -                              | -                              | -                              | 29    | 5     | 2     |
| 2021-2022             | FC Copenhague         | Superliga             | 6           | 2           | 1           | -                     | -                     | -                     | C4                             | 5                              | 2                              | 2                              | 11    | 4     | 3     |
| Sous-total            | Sous-total            | Sous-total            | 74          | 12          | 7           | 5                     | 3                     | 0                     | -                              | 14                             | 3                              | 2                              | 93    | 18    | 9     |
| 2021-2022             | Ajax Amsterdam        | Eredivisie            | 12          | 1           | 1           | 2                     | 2                     | 0                     | C1                             | 2                              | 0                              | 0                              | 16    | 3     | 1     |
| 2022-2023             | FC Copenhague (prêt)  | Superliga             | 28          | 8           | 6           | 6                     | 1                     | 1                     | C1                             | 7                              | 0                              | 0                              | 41    | 9     | 7     |
| 2023-2024             | Stade de Reims        | Ligue 1               | 25          | 4           | 5           | 2                     | 1                     | 1                     | -                              | -                              | -                              | -                              | 27    | 5     | 6     |
| 2024-2025             | Stade de Reims        | Ligue 1               | 2           | 0           | 0           | -                     | -                     | -                     | -                              | -                              | -                              | -                              | 2     | 0     | 0     |
| Sous-total            | Sous-total            | Sous-total            | 27          | 4           | 5           | 2                     | 1                     | 1                     | -                              | -                              | -                              | -                              | 29    | 5     | 6     |
| Total sur la carrière | Total sur la carrière | Total sur la carrière | 141         | 25          | 19          | 15                    | 7                     | 2                     | -                              | 23                             | 3                              | 2                              | 179   | 35    | 23    |

### En sélection nationale
| Saison                | Sélection             | Phases finales        | Phases finales | Phases finales | Phases finales | Éliminatoires | Éliminatoires | Éliminatoires | Ligue des nations | Ligue des nations | Ligue des nations | Matchs amicaux | Matchs amicaux | Matchs amicaux | Total | Total | Total |
| Saison                | Sélection             | Compétition           | M              | B              | Pd             | M             | B             | Pd            | M                 | B                 | Pd                | M              | B              | Pd             | M     | B     | Pd    |
| --------------------- | --------------------- | --------------------- | -------------- | -------------- | -------------- | ------------- | ------------- | ------------- | ----------------- | ----------------- | ----------------- | -------------- | -------------- | -------------- | ----- | ----- | ----- |
| 2021-2022             | Danemark              | -                     | -              | -              | -              | 4             | 0             | 0             | -                 | -                 | -                 | -              | -              | -              | 4     | 0     | 0     |
| 2022-2023             | Danemark              | -                     | -              | -              | -              | 3             | 0             | 1             | -                 | -                 | -                 | -              | -              | -              | 3     | 0     | 1     |
| 2023-2024             | Danemark              | -                     | -              | -              | -              | 2             | 0             | 1             | -                 | -                 | -                 | 1              | 1              | 0              | 3     | 1     | 1     |
| Total sur la carrière | Total sur la carrière | Total sur la carrière | -              | -              | -              | 9             | 0             | 2             | -                 | -                 | -                 | 1              | 1              | 0              | 10    | 1     | 2     |

## Palmarès
| FC Copenhague (4) | Ajax Amsterdam (1) |
| --- | --- |
| - Championnat du Danemark - Champion : 2019, 2022 et 2023 - Vice-champion : 2020 - Coupe du Danemark - Vainqueur : 2023 | - Championnat des Pays-Bas - Vainqueur : 2022. - Coupe des Pays-Bas - Finaliste : 2022 - Supercoupe des Pays-Bas - Finaliste : 2022 |